# 임실기림초등학교
임실기림초등학교는 대한민국 전북특별자치도 임실군에 있는 공립 초등학교이다.

## 학교 연혁
- 1956. 11. 20 임실두곡국민학교로 개교
- 1958. 10. 13 임실동국민학교로 교명 개명
- 1987. 03. 09 임실동국민학교 병설유치원 개원
- 1994. 02. 28 도 지정 특수학교 발표
- 1995. 02. 28 임실군 지정 과학 시범학교 운영
- 1996. 03. 01 임실동초등학교로 개명
- 1997. 02. 28 임실군 지정 교통안전 시범학교 운영
- 1998. 02. 28 전라북도 지정 열린교육 자율시범학교 운영
- 1999. 03. 01 임실기림초등학교로 개명
- 2002. 03. 01 임실군 지정 영어연구학교 운영
- 2012. 09. 01 제20대 김경자 교장선생님 부임
- 2013. 03. 01 7학급 편성(일반 6, 특수 1)
- 2015. 02. 13 제59회 졸업 5명(총 2699명)
- 2015. 02. 28 병설유치원 폐원(임실둥지유치원으로 통합)

## 참고 자료
- 임실기림초등학교 - 한국교육학술정보원 학교알리미